# Lehôtka pod Brehmi
Lehôtka pod Brehmi é um município da Eslováquia localizado no distrito de Žiar nad Hronom, região de Banská Bystrica.

## Demografia
| Ano:        | 1994 | 2004    | 2014    | 2024   |
| ----------- | ---- | ------- | ------- | ------ |
| Broj ljudi: | 324  | 372     | 414     | 397    |
| Razlika:    |      | +14,81% | +11,29% | -4,10% |

| Ano:               | 2023 | 2024   |
| ------------------ | ---- | ------ |
| Número de pessoas: | 398  | 397    |
| Diferença:         |      | -0,25% |